# Коломбјер (Калвадос)
Коломбјер (фр. Colombières) насеље је и општина у северној Француској у региону Доња Нормандија, у департману Калвадос која припада префектури Баје.
По подацима из 2011. године у општини је живело 204 становника, а густина насељености је износила 19,17 становника/km². Општина се простире на површини од 10,64 km². Налази се на средњој надморској висини од 15 метара (максималној 33 m, а минималној 0 m).

## Демографија
| 1962. | 1968. | 1975. | 1982. | 1990. | 1999. | 2011. |
| ----- | ----- | ----- | ----- | ----- | ----- | ----- |
| 250   | 306   | 231   | 247   | 218   | 225   | 204   |

График промене броја становника у току последњих година